# Molí de la Casa del Farró
El Molí de la Casa del Farró és una obra de la Vall de Bianya (Garrotxa) inclosa a l'Inventari del Patrimoni Arquitectònic de Catalunya. És de finals del segle xviii, principis del XIX.

## Descripció
El Molí del Farró es troba just sota la casa del mateix nom, al costat de la riera del Rabiol, que es converteix en ribera del Farró en passar per aquest mas. És una senzilla construcció de planta rectangular amb teulat a dues aigües més un cos afegit, amb teulat a una aigua. Disposa de baixos, destinats a acollir-hi el molí, una planta i golfes. Va ser bastit amb pedra menuda excepte les cantoneres. La bassa i els conductes d'aigua que feien funcionar les moles es conserven molt bé.